# Mosquée Emir Zade
La mosquée Emir Zade (en turc : Emirzade Camii, « mosquée du fils de l'émir », en grec moderne : Τζαμί του Εμίρ Ζαδέ / Tzamí tou Emír Zadé) est un édifice ottoman situé dans la ville de Chalcis, sur l'île grecque d'Eubée. Construite à la fin du XVe siècle, la mosquée constitue l'un des principaux vestiges de la domination ottomane sur l'île d'Eubée.

## Histoire
Si la date précise de construction de la mosquée est inconnue, les travaux ont probablement lieu à la fin du XVe siècle, quelques années après la prise de Négrepont (appellation latine de l'actuelle Chalcis) par les Ottomans en 1470. Le monument fut érigé à l'intérieur des fortifications, à l'emplacement d'une ancienne église probablement dédiée à saint Marc ou sainte Parascève,. Le monument fut mentionné pour la première fois par le voyageur Evliya Çelebi, qui visita la Grèce entre 1667 et 1669. Il compte alors parmi les onze mosquées de la ville. Appelée Eğriboz par les Ottomans, la cité est à l'époque la capitale du vaste sandjak du même nom et l'un des quartiers d'hiver de la flotte ottomane.
La mosquée fut vraisemblablement reconstruite durant la première moitié du XVIIIe siècle. Désacralisé après la guerre d'indépendance grecque, l'édifice fit office de caserne pour deux bataillons. Il servit également d'entrepôt à foin pour l'armée. Le porche et le minaret furent détruits au milieu du XIXe siècle,.
La mosquée Emir Zade fut déclarée monument historique en 1937. À la fin des années 1950, des travaux de restauration furent conduits en vue de transformer l'ancienne mosquée en musée de l'Art et de l'Architecture médiévale. Les travaux inclurent notamment la rénovation des espaces intérieurs et des fenêtres, complétés par la reprise de l'enduit de plâtre et du parvis pavé entre 1971 et 1972 par l'Éphorat des antiquités byzantines d'Eubée. L'ancienne mosquée fut par la suite utilisée comme espace de stockage d'artéfacts archéologiques, notamment des pierres tombales de l'époque ottomane. À l'issue d'une campagne de travaux qui s'est achevée en 2013, le lieu fut transformé en espace d'exposition abritant notamment la collection de gravures de Ioánnis Karakóstas.

## Architecture
La mosquée Emir Zade présente un important dôme, complété à l'origine par trois dômes plus petits. En façade nord, ceux-ci surmontaient le porche à trois arcs reposant sur quatre colonnes. Le minaret, dont il ne reste aujourd'hui que la base, est situé à l'angle nord-ouest. La porte d'entrée en marbre comporte une inscription qui présente des similarités avec un fragment du mihrab de la mosquée Altunizade (en) à Üsküdar,. À l'intérieur, la coupole sur pendentifs intègre quatre trompes aux angles de la salle de prière. Le mihrab révèle quelques traces de polychromie.
Une fontaine ottomane, construite en 1655 par Khalil Pacha et réparée en 1796, est conservée sur le parvis de la mosquée. Elle fut déplacée à cet endroit en 1960.

## Galerie

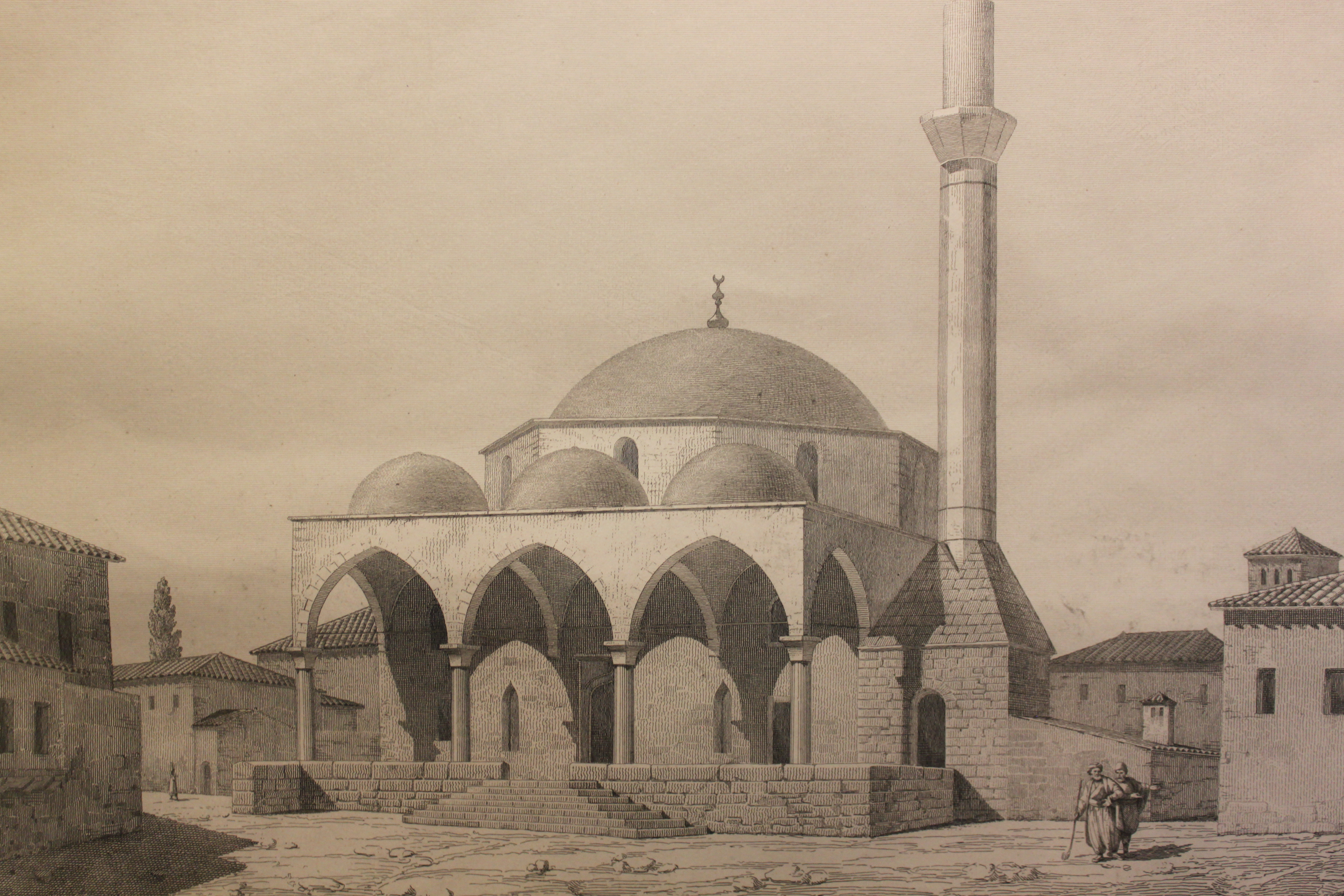
Gravure d'Antoine-Marie Chenavard en 1858.
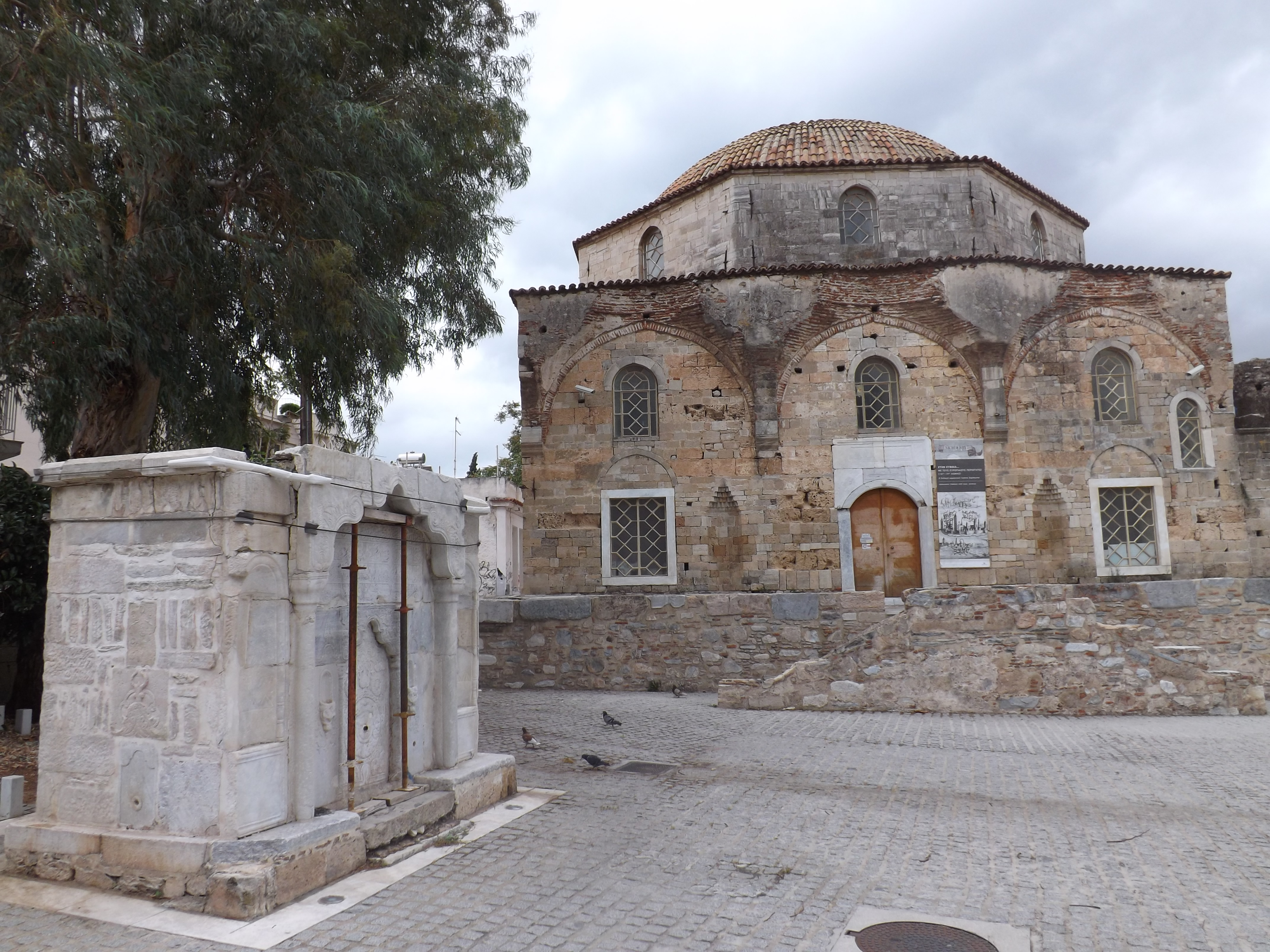
Vue de la fontaine et de la mosquée depuis le nord.
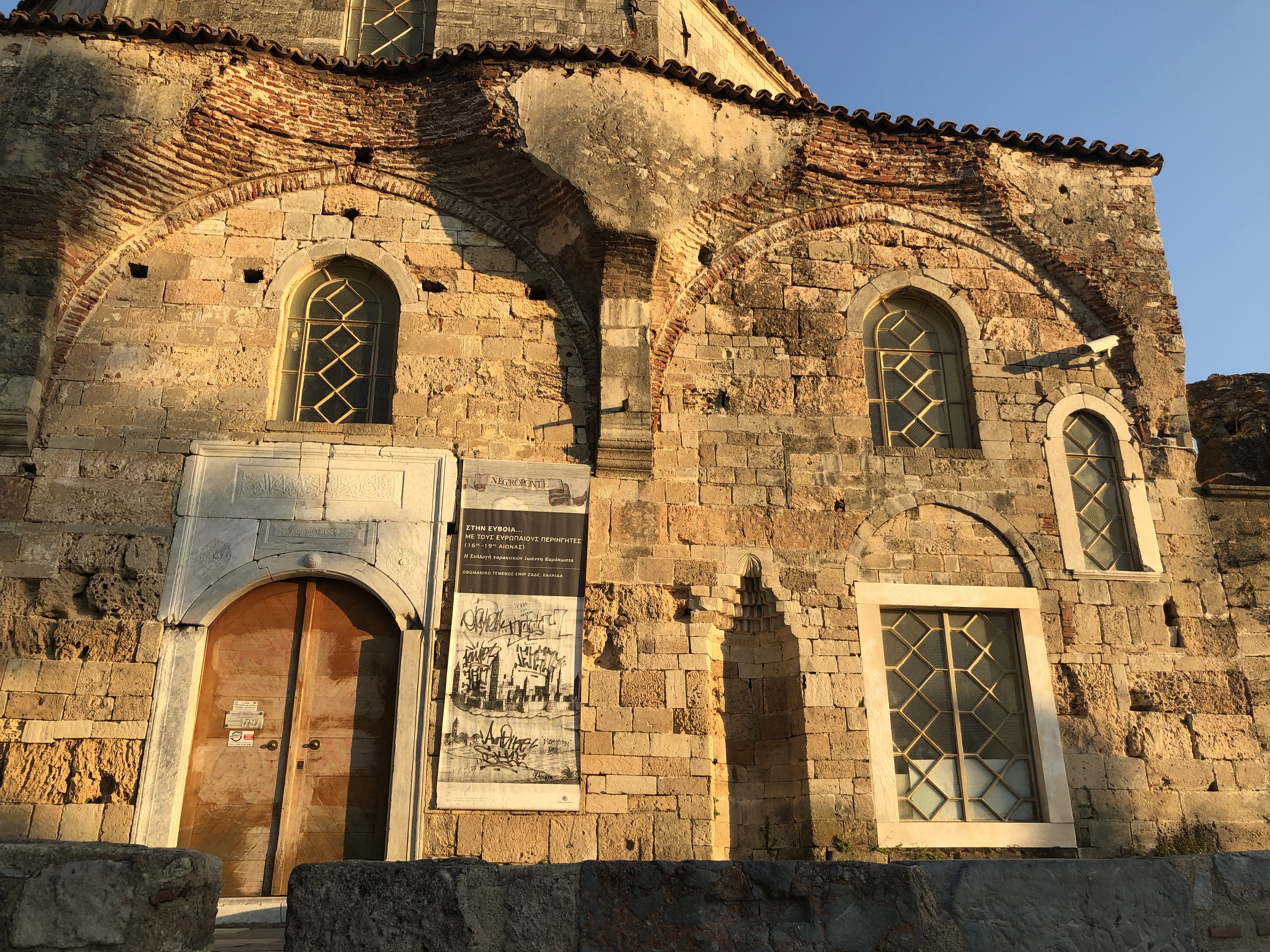
La façade principale de l'édifice.
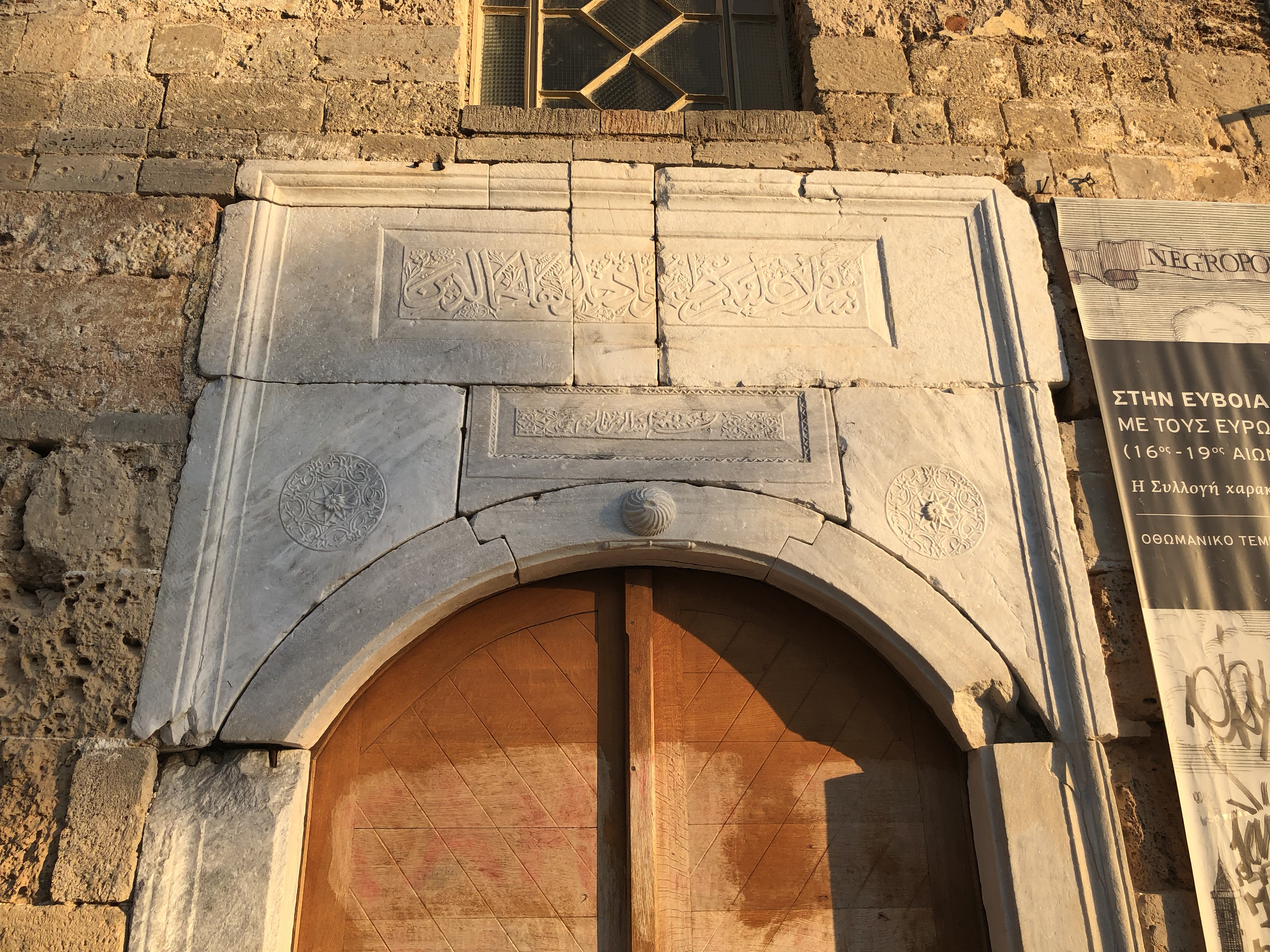
Détail de l'inscription dédicatoire.
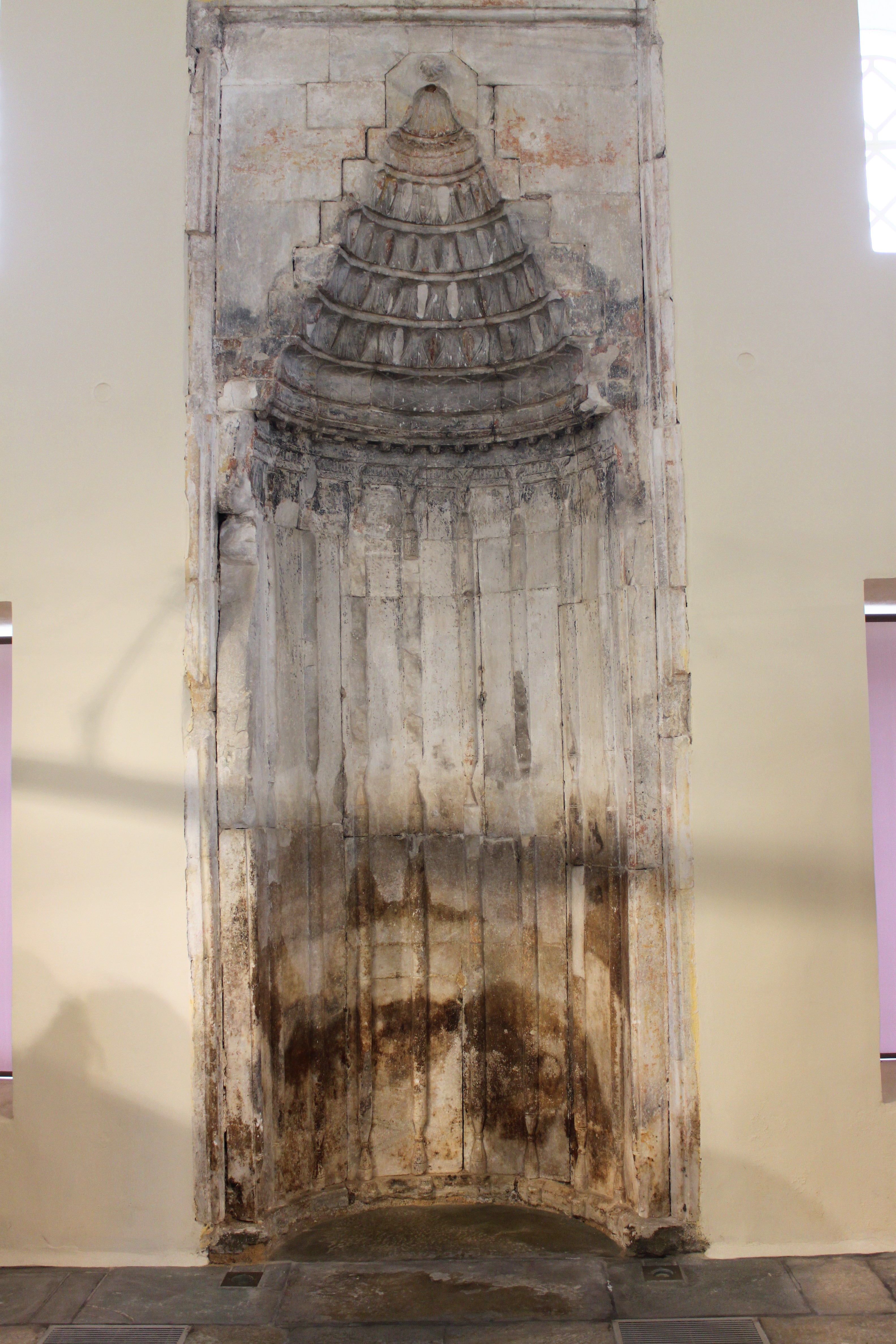
Vue du mihrab.